# Axel von Werner
Alexander „Axel“ von Werner (* 23. Juni 1913 in Wannsee (heute ein Stadtteil Berlins), Deutschland; † 11. März 1940 in Meseritz) war ein deutscher Filmeditor.

## Leben und Wirken
Alexander von Werner wurde zu Beginn des Dritten Reichs zum Cutter ausgebildet und diente zunächst als Schnittassistent. Mit 22 Jahren erhielt er erstmals die Gelegenheit, alleinverantwortlich einen Film zu schneiden. Nach einigen Filmen für kleinere Berliner Produktionsfirmen engagierte ihn die UFA 1937 für ihren Kassenschlager La Habanera mit Zarah Leander in der Hauptrolle. Die folgenden zwei Jahre, in denen Werner auch für die Wien-Film arbeiten sollte, sorgte der Berliner für die Schnittfassung von zum Teil ambitionierten A-Produktionen; bei Frau im Strom diente der Cutter Regisseur Gerhard Lamprecht Anfang 1939 auch als Regieassistent. Kurz nach dem Endschnitt von Das jüngste Gericht und infolge des Ausbruchs des Zweiten Weltkriegs eingezogen, starb Axel von Werner als Schütze der Infanterie-Geschütz-Ersatz-Kompanie (Infanterie-Regiment 257) am 11. März 1940 im Auguste-Viktoria-Krankenhaus von Meseritz an einer Grippe.

## Filmografie (komplett)
- 1935: Kirschen in Nachbars Garten
- 1935: Lady Windermeres Fächer
- 1936: Besserer Herr sucht Anschluß (Kurzfilm)
- 1936: Susanne im Bade
- 1936: Stärker als Paragraphen
- 1937: Sherlock Holmes
- 1937: Wenn du eine Schwiegermutter hast
- 1937: La Habanera
- 1938: Am seidenen Faden
- 1938: Der grüne Kaiser
- 1938/50: Preußische Liebesgeschichte
- 1939: Die Geliebte
- 1939: Frau im Strom
- 1939: Das jüngste Gericht